# 1989년 8월
| 1989년: 1월 · 2월 · 3월 · 4월 · 5월 · 6월 · 7월 · 8월 · 9월 · 10월 · 11월 · 12월 |

| <          | 1989년 8월 | 1989년 8월  | 1989년 8월 | 1989년 8월  | 1989년 8월 | >          |
| 일         | 월         | 화          | 수         | 목          | 금         | 토         |
|            |            | 1 6.30 계사 | 2 7.1 갑오 | 3 2 을미    | 4 3 병신   | 5 4 정유   |
| 6 5 무술   | 7 6 기해   | 8 7 경자    | 9 8 신축   | 10 9 임인   | 11 10 계묘 | 12 11 갑진 |
| 13 12 을사 | 14 13 병오 | 15 14 정미  | 16 15 무신 | 17 16 기유  | 18 17 경술 | 19 18 신해 |
| 20 19 임자 | 21 20 계축 | 22 21 갑인  | 23 22 을묘 | 24 23 병진  | 25 24 정사 | 26 25 무오 |
| 27 26 기미 | 28 27 경신 | 29 28 신유  | 30 29 임술 | 31 8.1 계해 |            |            |

| 편집하기 |

## 1989년8월 25일
- 보이저 2호가 해왕성을 지나가다.

## 1989년8월 23일
- 소비에트 연방에서 발트의 길 시위가 열리다.

## 1989년8월 15일
- 대한민국, 중앙대학교 안성캠퍼스 총학생회장 이내창의 변사체가 거문도에서 발견되다.

## 1989년8월 13일
- 배용균 감독의 《달마가 동쪽으로 간 까닭은?》 제42회 로카르노 영화제 최우수 작품상 수상.

## 1989년8월 10일
- 콜린 파월 대장, 미국 최초의 흑인 합참의장에 임명.

## 1989년8월 8일
- 가이후 도시키가 일본 총리에 취임하다.

## 1989년8월 2일
- 평화민주당 김대중 총재, 서경원(徐敬元) 의원 밀입북 사건과 관련돼 국가안전기획부에 구인.